# Cerapteryx gramineus
Cerapteryx gramineus là một loài bướm đêm trong họ Noctuidae.